# Andrej Żyhałka
Andrej Żyhałka (białorus. Андрэй Жыгалка, ros. Андрей Жигалко, Andriej Żygałko, ur. 18 września 1985 w Mińsku) – białoruski szachista, arcymistrz od 2006 roku. W latach 2011 zdobył kolejne tytuły indywidualnego mistrza Białorusi.

## Kariera szachowa
W latach 1999–2005 wielokrotnie reprezentował Białoruś na mistrzostwach świata i Europy juniorów w różnych kategoriach wiekowych. Najlepszy wynik w tych rozgrywkach osiągnął w 2002 r. w Peniscoli, gdzie w ME do 18 lat zajął IV miejsce.
Do sukcesów indywidualnych Andreja Żyhałki należą:
- I m. w Krakowie (2001/02, turniej Cracovia),
- II m. w Kobryniu (2002, mistrzostwa Białorusi juniorów do 20 lat, za Witalijem Tietieriewem),
- I m. w Pardubicach (2002, turniej Telecom Open),
- III m. w Mińsku (2004, mistrzostwa Białorusi, za Andriejem Maljuszynem i Wiaczesławem Dydyszką),
- II m. w Mińsku (2004, mistrzostwa Białorusi juniorów do 20 lat, za Siarhiejem Żyhałką),
- I m. w Rowach (2004, turniej Jantar Bałtyku),
- I m. w Hengelo – dwukrotnie (2004, samodzielnie i 2005, wspólnie z Aleksandrem Riazancewem, Władimirem Biełowem i Davidem Baramidzem),
- dz. I m. w Mińsku (2007, wspólnie z Dmitrijem Boczarowem),
- I m. w Rewalu (2008, turniej Konik Morski Rewala).

Wielokrotnie reprezentował Białoruś w turniejach drużynowych, m.in.:
- sześciokrotnie na olimpiadach szachowych (w latach 2004, 2006, 2008, 2010, 2012, 2014)[4],
- na drużynowych mistrzostwach Europy (w roku 2013)[5],
- dwukrotnie na olimpiadach szachowych juniorów do 16 lat (w latach 1999, 2000)[6].

Najwyższy ranking w dotychczasowej karierze osiągnął 1 listopada 2013 r., z wynikiem 2619 punktów zajmował wówczas 2. miejsce (za Siarhiejem Żyhałką) wśród białoruskich szachistów.

## Życie prywatne
Młodszy brat Andreja Żyhałki, Siarhiej (ur. 1989), jest również arcymistrzem i należy do ścisłej czołówki białoruskich szachistów.